# Morthem Vlade Art
Morthem Vlade Art is een Franse gothicband, die in 1995 opgericht werd.
De band is een duo en opereert vanuit Parijs. Emanuell D., schrijver en schilder, bedenkt de teksten, terwijl de muziek door Gregg Anthe gecomponeerd wordt. Samen concipiëren zij een artistiek verhaal, dat in hun albums uitgewerkt wordt, en stilistisch varieert van neoklassiek tot industrial. De nummers zijn gestileerd en subtiel, zodat elk afzonderlijk effect een functie heeft. Hun eerste album Herbo Dou Diable vertoonde invloeden van de deathrock. Ze maken van synthetische vervormingen gebruik om een bevreemdende, bizarre sfeer te scheppen; dit maakt de muziek soms vrij ontoegankelijk.
Organic but not Mental, dat door filmisch aandoende scènes opviel, werd door Orkus tot 'cd van de maand' uitgeroepen. Het ingetogen en serene album Antechamber streefde naar een sterk minimalisme, terwijl Photography in Things dan weer bijzonder newwave- en synthpopachtig klonk. Dit album werd volledig met computers en synthesizers gemaakt. Absente Thérébenthine vormde ten slotte een synthese tussen akoestiek en elektronica, in een geheel dat als experimentele rock te beschouwen valt.
In 2007 verscheen een compilatiealbum van het algehele œuvre van Morthem Vlade Art.

## Discografie
- 1998 Herbo Dou Diable
- 2000 Organic but not Mental
- 2001 Antechamber
- 2003 Photography in Things
- 2004 Absente Thérébenthine
- 2007 Uncertain Days. The best of 1997-2005